# مايكل كوبر (ملحن)
مايكل كوبر (بالإنجليزية: Michael Cooper)‏ هو ملحن جامايكي، ولد في 1962 في أبرشية كلارندون في جامايكا.

## وصلات خارجية
- مايكل كوبر على موقع ميوزك برينز (الإنجليزية)
- مايكل كوبر على موقع أول ميوزيك (الإنجليزية)
- مايكل كوبر على موقع ديسكوغز (الإنجليزية)